# Gare de Varennes-sur-Allier
Pour les articles homonymes, voir Varennes.
La gare de Varennes-sur-Allier est une gare ferroviaire française de la ligne de Moret - Veneux-les-Sablons à Lyon-Perrache, située à Varennes-sur-Allier, dans le département de l’Allier en région Auvergne-Rhône-Alpes. 
Elle est mise en service en 1853 pour le compte de la Compagnie du chemin de fer de Paris à Orléans avant de devenir une gare de la Compagnie des chemins de fer de Paris à Lyon et à la Méditerranée. C'est une halte voyageurs de la Société nationale des chemins de fer français (SNCF), desservie par des trains TER Auvergne-Rhône-Alpes. C'est également une gare ouverte au service fret SNCF.

## Situation ferroviaire
Établie à 229 mètres d'altitude, la gare de Varennes-sur-Allier est située au point kilométrique (PK) 341,440 de la ligne de Moret - Veneux-les-Sablons à Lyon-Perrache, entre les gares ouvertes de Bessay-sur-Allier et de Saint-Germain-des-Fossés (s'intercalent les gares fermées de Créchy et Billy - Marcenat).

## Histoire

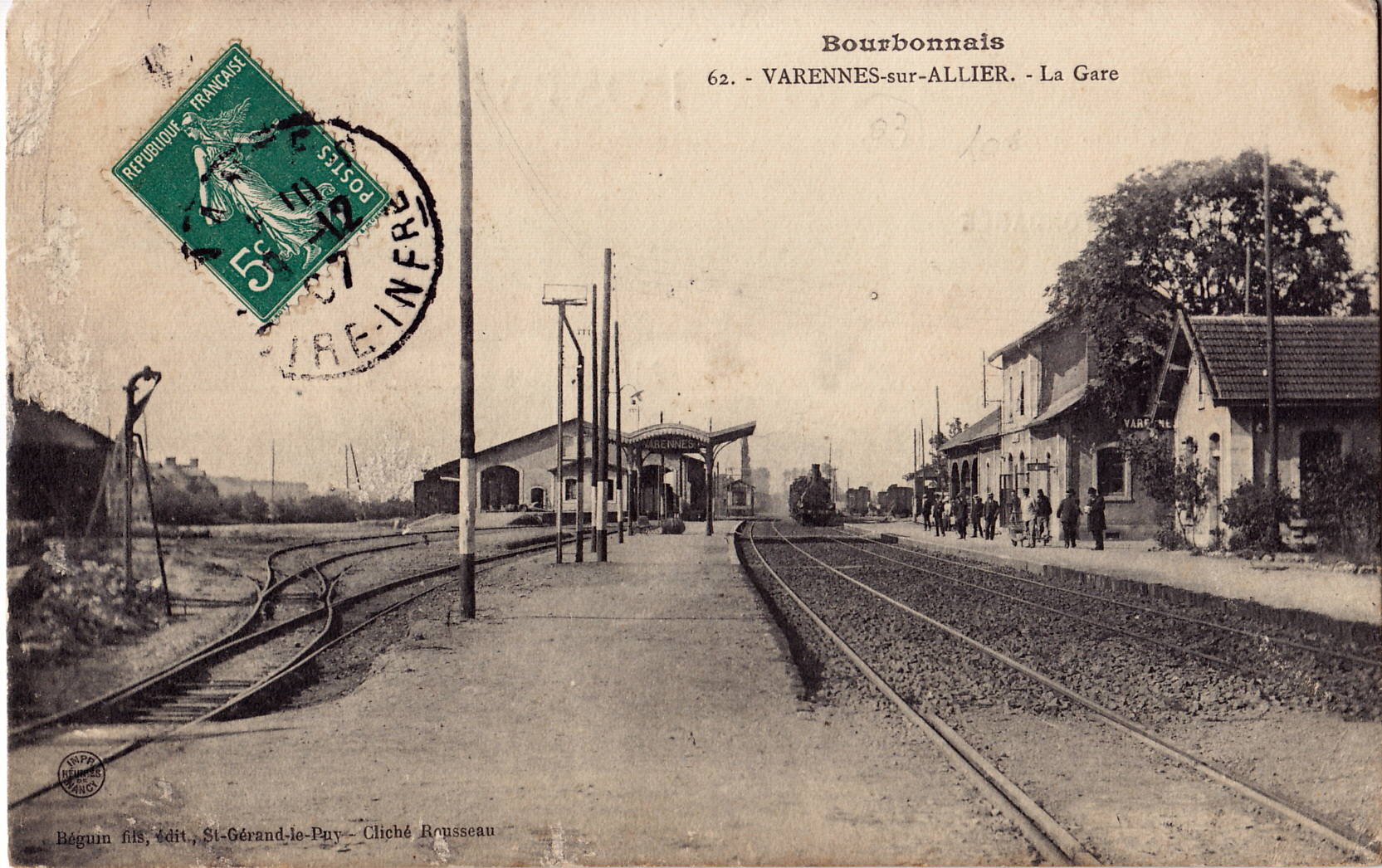
La gare dans les années 1900.

La gare a été mise en service le 22 août 1853 par la Compagnie du chemin de fer de Paris à Orléans, lors de l'inauguration de la section de Moulins à Varennes-sur-Allier d'une ligne devant relier Nevers à Saint-Germain-des-Fossés.
La ligne est prolongée vers Saint-Germain-des-Fossés le 19 juin 1854 mais est cédée en 1856 à la Compagnie du chemin de fer Grand-Central de France.
En 1857, elle passe sous le contrôle de la Compagnie des chemins de fer de Paris à Lyon et à la Méditerranée (PLM) lors du partage, entre cette compagnie et la Compagnie du chemin de fer de Paris à Orléans (PO), du réseau du Grand-Central.
Les voies sont électrifiées le 10 mai 1989 en même temps que le tronçon de Saincaize à Saint-Germain-des-Fossés.

## Fréquentation
De 2015 à 2023, selon les estimations de la SNCF, la fréquentation annuelle de la gare s'élève aux nombres indiqués dans le tableau ci-dessous.
| Année     | 2015   | 2016   | 2017   | 2018   | 2019   | 2020   | 2021   | 2022    | 2023    |
| --------- | ------ | ------ | ------ | ------ | ------ | ------ | ------ | ------- | ------- |
| Voyageurs | 83 620 | 82 671 | 94 465 | 81 562 | 96 115 | 58 073 | 73 017 | 103 066 | 108 982 |

## Service des voyageurs

### Accueil
Halte SNCF, c'est un point d'arrêt non géré (PANG) à entrée libre. Elle est équipée d'automates pour l'achat de titres de transport et de deux quais avec abris.

### Desserte
Varennes-sur-Allier est desservie par des trains TER Auvergne-Rhône-Alpes qui effectuent des missions entre les gares de Clermont-Ferrand (certains trains sont prolongés au-delà), Vichy et Moulins-sur-Allier ou Nevers.
En semaine, il existe 14 allers (+ 1 le lundi matin) et 13 retours de Clermont-Ferrand. Le temps de parcours est d'environ 50 min. Entre Moulins et Varennes, il existe autant d'allers et de retours, le temps de parcours est de 20 min environ.

### Intermodalité
Un parking pour les véhicules est aménagé. 
La gare est desservie par des cars TER Auvergne-Rhône-Alpes des lignes Varennes-sur-Allier - Moulins-sur-Allier, Moulins-sur-Allier - Roanne et Montluçon - Saint-Germain-des-Fossés. Elle est également desservie par la ligne B2 des Cars Région Allier.

## Service des marchandises
Cette gare est ouverte au service du fret (desserte d'installations terminales embranchées par train massif).